# Walter Dornberger

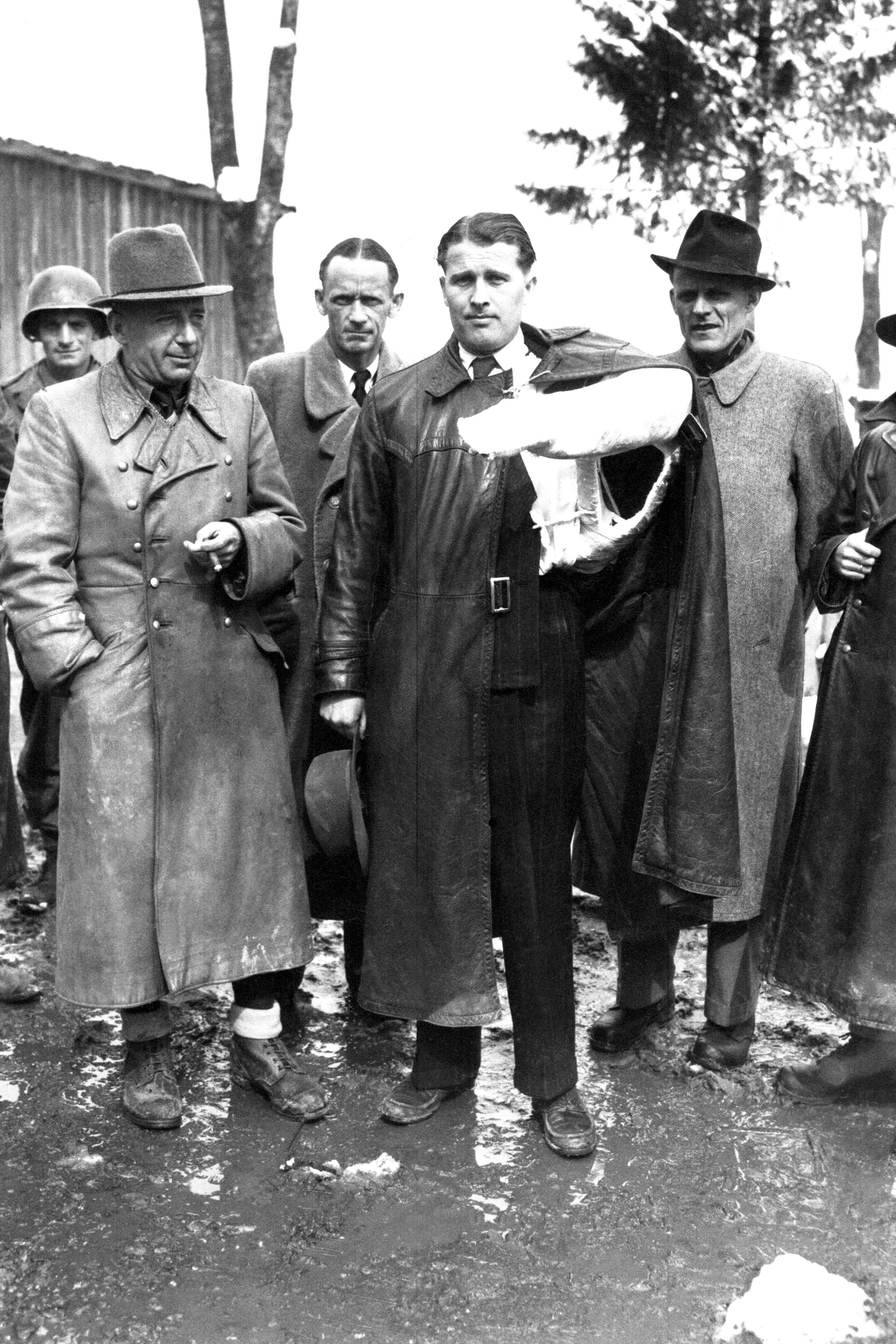
Dornberger (balra, kalapban) és Wernher von Braun, miután megadták magukat a Szövetségeseknek 1945 májusában

Walter Robert Dornberger (Gießen, 1895. szeptember 6. – Sasbach, 1980. június 27.) német tüzértiszt, tábornok, akinek az életútja átfogta a két világháborút. Ő vezette a német hadsereg fegyverfejlesztési kutatásait a peenemündei kutatóközpontban, a V–2 és más kutatási programok irányítója.

## Élete
Hessen tartomány Gießen egyetemi városában született. 1914-ben önkéntes szolgálatra jelentkezett, és szolgált az első világháború végéig. Tüzérhadnagyként 1918 októberében az amerikai csapatok fogságába került, innen két évre francia hadifogolytáborba került. Fogságát főként magánzárkában töltötte, a többszöri szökési kísérletek miatt. Az 1920-as évek végén befejezte mérnöki tanulmányait kitüntetéssel a Berlini Műszaki Egyetem főiskolán, majd 1930 tavaszán, ötéves képzésén MSc gépészmérnöki vegzettséget szerzett. Díszdoktori címet kapott 1935-ben Karl Emil Becker ezredestől, egyetemi dékántól.

## Rakétakutatása
1930 áprilisában Dornbergert kinevezték a német hadsereg (Reichswehr) Ballisztikai Tanácsának Fegyverzeti Osztályára vizsgálati asszisztensnek a titkos fejlesztésű katonai, folyékony hajtóanyagú, tömeggyártásra alkalmas tüzérségi lőtávolságot meghaladó hatótávolságú rakétafejlesztési programba. 1932 tavaszán Dornberger, parancsnoka (Ritter von Horstig százados), és Karl Emil Becker ezredes meglátogatták a Verein für Raumschiffahrt (VfR)'s által bérelt Raketenflugplatz (rakéta repülőteret) és ott támogatási szerződést kötöttek. 1932. december 21-én Dornberger százados látogatásakor a kísérleti rakétahajtómű felrobbant Kummersdorfban, amikor Wernher von Braun megpróbálta begyújtani egy négy méter hosszú rúd végén lángoló benzinnel.
1933-ban a Heereswaffenamt (Hadsereg Fegyverzeti Osztály) szervezetébe tartozó Waffenamt Prüfwesen (Wa Prüf, a. m. fegyverzettesztelés) 1/1, részlege megkezdte munkáját dr. Dornberger ezredes vezetésével. Dornberger 1934. október elsején távozott a königsbrücki szilárd hajtóanyagú rakétakiképző század katonai parancsnokságából. 1937 májusában Dornberger és kilencven fős szervezete áttelepült Kummersdorfból a peenemündei fejlesztő telepre. 1942 szeptemberében kinevezték a V-1 "szárnyas bomba" és a "V–2" rakétafejlesztési programok vezetőjévé. Az első sikeres V–2 rakétaindítás 1942. október 3-án történt, a harmadik kilövési próbán. 1943 július hetedikén reggel a személyes használatú Heinkel He 111 repülőgépén Dr Ernst Steinhoff von Braun és Dornberger vezérőrnagy Hitler főhadiszállására Führerhauptquartier "Wolfsschanze" repül és másnap Hitler megtekinti a sikeres tesztről készült filmet von Braun magyarázatával, valamint a Watten bunker és a mobil kilövőállványok modelljeit:
1942. október harmadika, az első űrutazás napja, új korszak a közlekedésben...
Egész életemben csak két férfitől kértem bocsánatot. Az első von Brauchitsch tábornagy. Nem hallgattam rá, amikor ő újra és újra mondta, milyen fontos kutatásokat végez ön. A második ember pedig ön. Soha nem hittem a munkájának sikerében. 
1944 januárjában kinevezték a 191. alakulat parancsnokává, főhadiszállása Saint Germain közelében lévő Maisons-Lafitte-ben volt. Dornberger teljhatalmú irányítója volt a légvédelmi rakétafejlesztésnek. (Flak E Flugabwehrkanonenentwicklung).
1944. augusztus 8-án leváltják a V–2 fejlesztési program vezetéséből, helyét Hans Kammler vette át. 1945. január 12-én Albert Speer – Dornberger javaslatára – ezt átalakította a Nagytávolságú Fegyverzeti Bizottsággá a Dornberger-munkacsoportot. 1945 februárjában Dornberger és munkatársait áthelyezték Schwedt-an-der-Oder-ből Bad Sachsa helységbe, majd 1945. április 6-án innen Bajorországba, az Allgäu-hegységben Hindelang közelében levő Oberjoch településre. Itt az Ingeborg-házban volt a háború végéig. Mielőtt azonban az hegyek közé települtek Dornberger vezérőrnagy elrejtette a személyes dokumentumait Bad Sachsa, közelében, amit később a 32nd Engineer Regiment talált meg.
1945. május 2-án Dornberger, Wernher von Braun és öt ember elhagyta az Ingeborg-házat, és Adolf Hitler menlevelével elutaztak Schattwaldba egy kis osztrák faluba. Ekkor éjjel találkoztak a tiroli Reutte felé tartó konvojban közlekedő amerikai csapatokkal. Más források szerint Patton 3. Hadseregével 1945. május 3-án Csehszlovákiában Prága mellett esett fogságba.
Fogsága alatt a CSDIC Camp 11 táborban az angolok beszervezték, tárgyalásokat folytatott Gerhard Bassenge (GOC Air Defences, Tunis & Biserta) vezérőrnaggyal. Ekkor mondta, hogy ő és Wernher von Braun már 1944 végén már amikor a háború már elveszett, kapcsolatba léptek a General Electric társasággal a portugál német követségen keresztül azért hogy egyezkedjenek a későbbiekről.

## A második világháború után
1945. augusztus második felében az Operation Backfire művelet keretében Cuxhavenből Londonba kísérték a Brit Háborús Bűnöket Kivizsgáló Egység kihallgatására. Ez a V-2 rakétagyártással összefüggő kényszemunkatáborokkal kapcsolatos szerepére irányult. Ekkor két évre egy South Wales-i táborban internálták.
Ezután őt és rakétatudós társait az amerikai állam a Gemkapocs fedőnevű műveletben az Egyesült Államokba szállították, ahol a légierő foglalkoztatta tovább őket irányított rakétafejlesztési kutatásokkal három évig. 1950-ben elhagyta a légierőt, és a Bell Aircraft Corporation alkalmazásában dolgozott 1965-ig néhány fejlesztési programban. Személyes karrierje a társaság alelnöki posztjáig emelkedett. Vezető szerepet játszott az X–15 repülőgép fejlesztési programban és főtanácsadó volt az X–20 Dyna-Soar fejlesztési projektben. Szintén fontos szerepet töltött be olyan projektek és elméletek kidolgozásában, ami az űrrepülőgép megalkotásához vezetett. Dornberger részt vett a Bell Aircraft Corporation Rascal projektjében ami a világon az első irányított nukleáris levegő-föld rakétafejlesztés volt a Stratégiai Légierő Parancsnokság számára. Az ötvenes években von Braun és még néhányan lemorzsolódtak a munkacsoportból és a USAF számára végeztek fejlesztést a Huntsville-i telepen. Ezek közül a leginkább említésre méltó Krafft Ehricke aki részt vett a Centaur rakétafokozat megalkotásában és aktívan közreműködött több védelmi projektben.
A visszavonulása után Mexikóban élt, majd később visszatért Németországba. Baden-Württembergi Sasbachban halt meg 1980-ban.

## Munkái
- Dornberger, Walter. V-2, der Schuss ins Weltall - Geschichte einer grossen Erfindung (német nyelven). Esslingen: Bechtle Verlag (1952). OCLC 175065526
- Dornberger, Walter. V-2. New York: Viking Press (1954). OCLC 1223668

## Díjak és kitüntetések
- Vaskereszt I. és II. osztály (1914)
- Knight Second Class of the House Order of the White Falcon, with Swords
- Wound Badge (1918) in Black
- Wehrmacht Long Service Award, 4th to 1st class
- War Merit Cross, I. és II. osztály, kardokkal.
- Knights Cross of the War Merit Cross with Swords (29 October 1944)

## Fordítás
- Ez a szócikk részben vagy egészben  a    Walter Dornberger című angol Wikipédia-szócikk fordításán alapul.  Az eredeti cikk szerkesztőit annak laptörténete sorolja fel. Ez a jelzés csupán a megfogalmazás eredetét és a szerzői jogokat jelzi, nem szolgál a cikkben szereplő információk forrásmegjelöléseként.